# Ioan Hora
 (août 2025).
Adrian Ioan Hora est un footballeur roumain né le 21 août 1988 à Oradea. Il évolue actuellement au poste d'ailier au Steaua Bucarest.

## Biographie

### Carrière en club
Il dispute 4 matchs en Ligue des champions et 2 matchs en Ligue Europa avec l'équipe du CFR Cluj.
Il inscrit 19 buts dans le championnat de Roumanie lors de la saison 2015-2016 avec le club du Pandurii Târgu Jiu, ce qui fait de lui le meilleur buteur du championnat.

### Carrière en sélection
Il reçoit sa première sélection en équipe de Roumanie le 23 mars 2016, lors d'un match amical contre la Lituanie (victoire 1-0).

## Palmarès

### Club
- CFR Cluj
  - Vainqueur de la Supercoupe de Roumanie en 2010
  - Champion de Roumanie en 2012

- Pandurii Târgu Jiu
  - Meilleur buteur du Champion de Roumanie en 2016

- Konyaspor
  - Vainqueur de la Coupe de Turquie en 2017
  - Vainqueur de la Supercoupe de Turquie en 2017